# TEDA-stadion
Het TEDA Voetbalstadion (Chinees: 泰达足球场) is een voetbalstadion in Tianjin, China. 
Het werd gebouwd in 2004. De voetbalclub Tianjin Teda maakt gebruik van dit stadion. In het stadion is plaats voor 37.450 toeschouwers. TEDA staat voor Tianjin Economic-Technological Development Area, en vrijemarktzone in China. 